# Pietro Racchetti
Pietro Racchetti (Crema, 20 febbraio 1809 – Crema, 7 novembre 1853) è stato un pittore italiano.

## Biografia e produzione artistica
Figlio di Vincenzo e nipote di Alessandro Racchetti, studiò dapprima a Bergamo sotto Giuseppe Diotti, in seguito a Roma alla scuola di Vincenzo Camuccini. Dell'influenza del primo si ha testimonianza nel dipinto Sant'Apollonia e Sant'Agata, che fu nella chiesa della Santissima Trinità a Crema, mentre dell'insegnamento del secondo si trova traccia in una Vergine col Bambino ed altri Santi, eseguito per la chiesa parrocchiale di Azzano e poi passato in proprietà alla famiglia Vimercati Sanseverino. Altre opere notevoli sono La morte di Machiavelli, commissionata dal collezionista Antonio Bisleri e ora conservata nel Municipio di Crema, e una Annunciazione recentemente rinvenuta nella collezione degli Istituti di Ricovero di Crema.
Tuttavia, il Racchetti è ricordato per essere «il primo vero ritrattista ottocentesco e borghese che ebbe la città di Crema, capace di eseguire con esemplare somiglianza anche i volti di personaggi ormai defunti, ma conosciuti negli anni precedenti».
Sposò Caterina, figlia del diplomatico barone Guglielmo Ferdinando De Gennotte.